# جاكلين أوريول
جاكلين أوريول (بالفرنسية: Jacqueline Aurioln)‏ (1917 - 2000) هي طيارة فرنسية، تعتبر أول امرأة تخترق حاجز الصوت وحملت لكثير من المرات لقب «أسرع امرأة في العالم».
ودلت في شالا وكان أبوها تاجر أخشاب ثري. تخرجت من جامعة نانت ثم درست الفن في مدرسة اللوفر في باريس. وتزوجت عام 1938 من بول أوريول نجل فينسنت أوريول الذي أصبح فيما بعد رئيسا للجمهورية الفرنسية. قامت أثناء الحرب العالمية الثانية بالمشاركة في أعمال المقاومة الفرنسية ضد الاحتلال الألماني.
حصت على رخصة الطيران عام 1950، ثم أصبحت أول امرأة في مهنة طيار تحت الاختبار. وكانت أول امرأة تكسر حاجز الصوت وحققت في السرعة الجوية بالطائرة خمسة أرقام قياسية عالمية. نشرت قصة حياتها في كتاب بعنوان «أعيش لأحلق» عام 1970 ونشر باللغتين الفرنسية والإنجليزية.

## روابط خارجية
- جاكلين أوريول على موقع مونزينجر (الألمانية)